# Imperial Camel Corps Brigade
Die Imperial Camel Corps Brigade (ICCB) war eine auf Kamelen berittene Infanteriebrigade, die das Britische Empire im Dezember 1916 während des Ersten Weltkriegs für den Dienst im Nahen Osten aufstellte.
Aus kleinen Anfängen wuchs der Verband schließlich zu einer Brigade von vier Bataillonen, jeweils einem Bataillon aus Großbritannien und Neuseeland und zwei Bataillonen aus Australien. Zu den Unterstützungstruppen gehörten eine Gebirgsartilleriebatterie, eine Maschinengewehr-Eskadron, Royal Engineers, ein Feldlazarett und ein Versorgungs- und Verwaltungs-Train.
Die Imperial Camel Corps Brigade wurde Teil der Egyptian Expeditionary Force (EEF) und kämpfte in mehreren Schlachten und Gefechten, in der Senussi-Kampagne, an der Sinai- und Palästinafront und in der Arabischen Revolte. Die Brigade erlitt 246 Tote. Der ICCB wurde im Mai 1919 nach Kriegsende aufgelöst.

## Formation

### Hintergrund
Die Vorteile von Kamelen in einer Wüstenumgebung waren der britischen Armee, spätestens seit der Aufstellung des Camel Corps im Zuge der Gordon Relief Expedition bekannt. Daher begann 1912 die Aufstellung des Somaliland Camel Corps. Die britischen Truppen, die zu Beginn des Ersten Weltkriegs in Ägypten stationiert war, besaßen noch keine Kamelformation. Die ersten Einheiten des Imperial Camel Corps waren vier Formationen in Kompaniegröße, die Langstreckenpatrouillen rund um den Suezkanal und die Sinai-Wüste durchführten. Die Unternehmen wurden im Januar 1916 in Ägypten von australischen Truppen geleitet, die von der gescheiterten Gallipoli-Kampagne zurückkehrten. Der indische Fürstenstaat Bikaner in Rajasthan lieferte die ersten Kamele, da das Bikaner Camel Corps bereits Erfahrung im Umgang mit den Tieren hatte. Die indischen Kamele wurden später nur noch als Zugtiere verwendet und das leichtere ägyptische Kamel wurde zum Reittier für den Truppentransport. Die Kamele konnten im Trab eine durchschnittliche Strecke von 4,8 km pro Stunde oder 9,7 km pro Stunde zurücklegen, während sie einen Soldaten, seine Ausrüstung und Vorräte trugen.
Die Kamelkompanien bestanden aus einem kleinen Hauptquartier und vier Sektionen, jede aus sieben Gruppen mit vier Männern. Die Gründung einer Kompanie bestand aus 130 Mann, alle bewaffnet mit Lee-Enfields, dem britischen Standard-Repetiergewehr der Zeit. Der Wechsel von der Patrouille zu einer aktiveren Kampfrolle im August 1916 führte jedoch zu einer Reorganisation. Jede Kompanie fügte eine Maschinengewehrabteilung von fünfzehn Mann mit drei Lewis-Guns hinzu; auch die Firmenzentrale erhielt zusätzliches Personal. All dies erhöhte die Mannschaftsstärke auf 184 Mann. Von den vier Kompanien wurde erwartet, dass sie als unabhängige Einheiten operierten, die auf Kamelen reisten, aber dann abstiegen, um als Infanteristen zu kämpfen. Nach der Praxis der Kavallerie und berittener Infanterieeinheiten hielt ein Mann jeder Vierergruppe die Kamele, wenn das Team im Einsatz war, was die Feuerkraft eines Teams um ein Viertel reduzierte. Es stellte sich jedoch bald heraus, dass Kamele bei Artillerie- und Gewehrfeuer nicht so nervös waren wie Pferde, und ein Mann kümmerte sich um zwölf bis sechzehn Kamele, sobald die Soldaten abgestiegen waren.
Im März 1916 wurden sechs neue Kompanien aus britischen Yeomanry-Verbänden aufgestellt. Dann im Juni wurden weitere vier australische Kompanien aus Verstärkungen aufgestellt, die für die australischen Light Horse Regimenter bestimmt waren. Verstärkungen aus Neuseeland für die New Zealand Mounted Rifles Brigade bildeten zwei Kompanien, eine im August und die zweite im November.

### Brigade

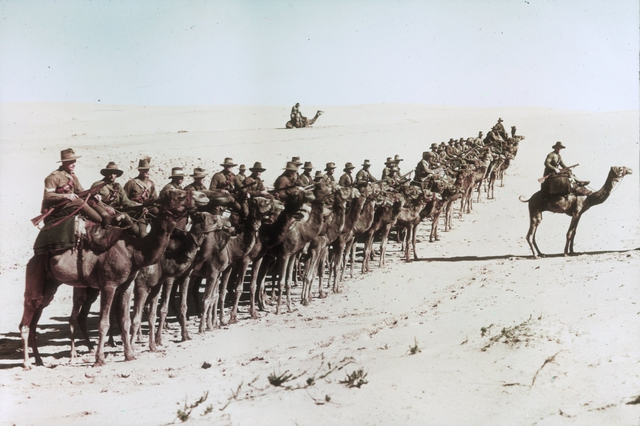
Australische Angehörige des Camel Corps im Einsatz

Die Imperial Camel Brigade wurde am 19. Dezember 1916 unter dem Kommando von Brigadegeneral Clement Leslie Smith gebildet. Die Brigade bestand ursprünglich aus drei Bataillonen, 1. (australisch), 2. (britisch) und 3. (australisch), plus unterstützende Einheiten. Jedes der Bataillone hatte eine Stärke von 770 Mann und 922 Kamelen. Ein Bataillon bestand aus vier Kompanien und einem Hauptquartier. Das 4. (ANZAC) Bataillon wurde im Mai 1917 aufgestellt, aber anstatt die Kampfstärke der Brigade zu erhöhen, wurde beschlossen, dass ein Bataillon immer ausruhen und umrüsten würde, während drei Bataillone an der Front dienten. Um die Brigadestruktur zu vervollständigen und zusätzliche Feuerkraft zu liefern, erhielt die Brigade einige andere Einheiten: das 265 Waffen.
Trotz ihres Titels wurde die Batterie von Männern der British Indian Army gebildet. Die Brigade hatte auch ihre eigenen Royal Engineers (die 10. (Camel) Field Troop), eine Signalabteilung, die Australian (Camel) Field Ambulance und die 97. Australian Dental Unit, die mit nur vier Männern die kleinste Einheit der Brigade war. Die Brigade umfasste die mobile Veterinärabteilung des ICC, und die logistischen Einheiten der Brigade waren die Munitionskolonne der ICC-Brigade und der ICCB-Train, der genug Vorräte für fünf Tage transportierte. Die Gesamtstärke der Brigade betrug rund 4150 Mann und 4800 Kamele.

## Geschichte

### 1916
Brigade

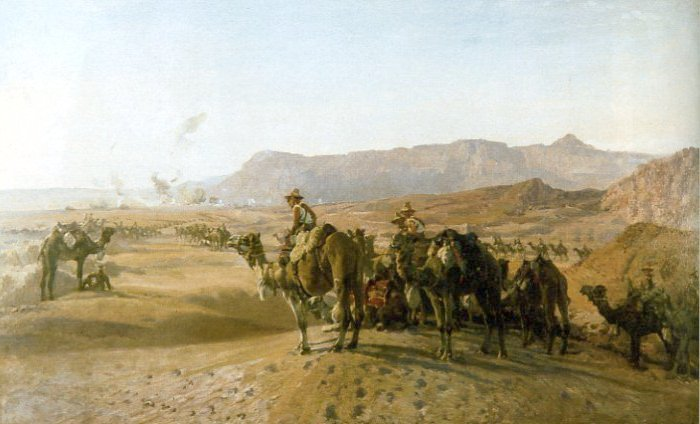
Truppen des Camel Corps in der Schlacht von Magdhaba

Im März 1916 verließen nach zweimonatiger Ausbildung die ersten Kamelpatrouillen ihr Depot in Abassi am Stadtrand von Kairo, um in der libysche Wüste zu patrouillieren. 1915 hatten die Senussi britische und ägyptische Außenposten entlang des Suezkanals und der Mittelmeerküste angegriffen. Der daraus resultierende Senussi-Feldzug war bis dahin weitgehend abgeschlossen, aber die Patrouillen sollten den Senussi zeigen, dass die Briten sie beobachteten, und die Grenzgebiete schützen.
Ungefähr zur gleichen Zeit gingen Langstreckenpatrouillen von jeweils etwa dreißig Männern in den Süden und Südosten der Sinai-Wüste, um jeden osmanischen Einfall in das Gebiet aufzuspüren. Als die Patrouillen osmanische Außenposten entdeckten, organisierte die Brigade einen Überfall mit Kompaniestärke gegen die Außenposten. Die ICCB unternahm ähnliche Patrouillen im Norden, um die Eisenbahn- und Wasserleitungen zu schützen, die für jeden britischen Angriff von entscheidender Bedeutung waren.
Die Egyptian Expeditionary Force (EEF) ging im August zur Offensive in der Sinai-Wüste über und gewann die Schlacht von Romani. Zur Unterstützung dieser Operationen zog die Brigade im Dezember in den Sinai ein; ihre erste große Schlacht fand während der Schlacht von Magdhaba am 23. Dezember statt, zwei Tage nach der Bildung der Brigade.

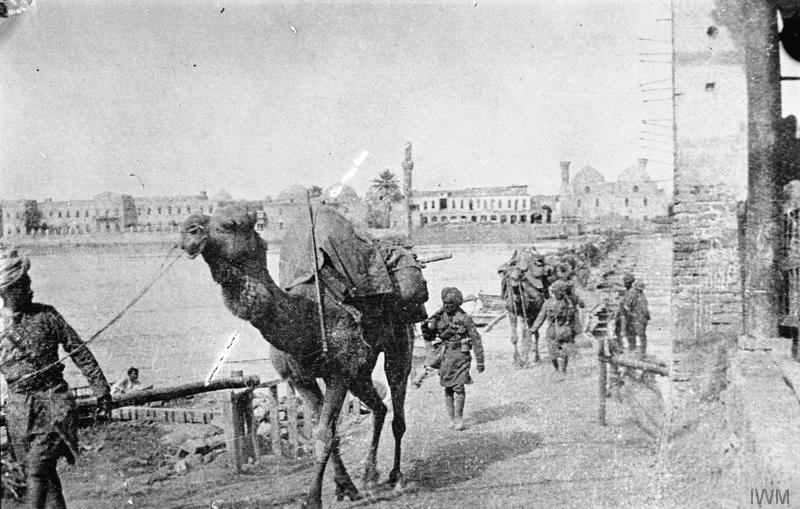

### 1917
Am 9. Januar 1917 war die ICCB an einem weiteren Sieg während der Schlacht von Rafah beteiligt, der die Osmanen zwang, die Sinai-Außenposten in Richtung Gaza zurückzuziehen. Dies verringerte auch die Notwendigkeit unabhängiger Kamelpatrouillen über den Sinai; im Mai konsolidierte die EEF die jetzt überzähligen Unternehmen zu einer neuen Einheit, dem 4. (ANZAC) Bataillon.
Die Intensität der Operationen nahm zu und die ICCB war als Nächstes an der Einnahme der türkischen Streitkräfte bei Bir el Hassana, den Niederlagen während der Ersten Schlacht von Gaza im März und der Zweiten Schlacht von Gaza im April sowie einem Überfall auf die Sana-Schanze im August. Dann hatten sie eine Pause zum Nachrüsten. Anschließend nahmen sie an den Siegen in der Schlacht von Beersheba, der dritten Schlacht von Gaza und der Schlacht von Mughar Ridge im Oktober und November teil. Am Ende des Jahres hatte der Vormarsch den Sinai überquert und Palästina erreicht.

### 1918

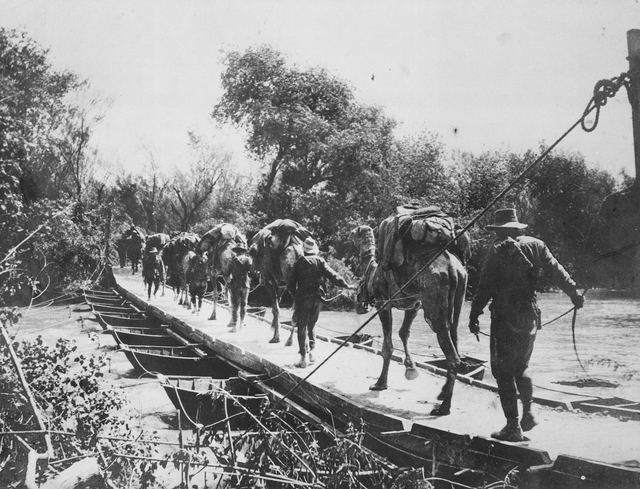
Truppen des Camel Corps überschreiten den Jordan bei Amman, April 1918

Anfang 1918 zog die ICCB in das Gebiet des Jordantals und beteiligte sich im März und April am ersten Angriff auf Amman. Die Schlacht von Amman blieb erfolglos, trotz dreitägigen Kämpfen konnten die Briten die osmanischen Verteidigungsanlagen rund um die Stadt nicht durchbrechen und mussten sich zurückziehen. Dem 4. Bataillon (Anzac) gelang es, den Hügel 3039 mit Blick auf die Stadt zu erobern und konnte den Artillerie- und Infanterie-Gegenangriffen 24 Stunden lang standhalten, bis der Rückzug befohlen wurde.
Während des zweiten transjordanischen Angriffs auf Shunet Nimrin und Es Salt wurde der Kamelbrigade die westliche Verteidigung der Jordanfurt bei Umm-esh-Shert zugewiesen, um die linke Flanke der 4th Light Horse Brigade zu verteidigen. Die Kamelbrigade konnte die leichten Reiter nicht unterstützen, die von der linken Flanke angegriffen und zum Rückzug gezwungen wurden.
Nachdem die EEF aus dem Sinai und Palästina immer weiter nach Norden vordrang, wurde die ICCB wegen des nunmehr ungeeigneten Geländes aufgelöst. Im Juni 1918 wurden aus den australischen Truppen das 14. und 15. Light Horse Regiment gebildet. Die neuseeländischen Truppen bildeten die 2. neuseeländische Maschinengewehr-Eskadron. Alle drei Einheiten wurden Teil der 5th Light Horse Brigade. Die sechs britischen Kompanien blieben noch eine Weile Teil des ICC. Zwei von ihnen kämpften mit T. E. Lawrence in der Arabischen Revolte und führten im Juli 1918 Operationen zur Sabotage der Hedschasbahn durch. Es wurden jedoch keine Verstärkungen zugewiesen und die sechs verbleibenden Kompanien wurden auf zwei reduziert, bevor sie schließlich im Mai 1919 aufgelöst wurden. Brigadegeneral Claude Stuart Rome übernahm im Juni 1918 das Amt des Korpsobersten.

## Nachwirkungen

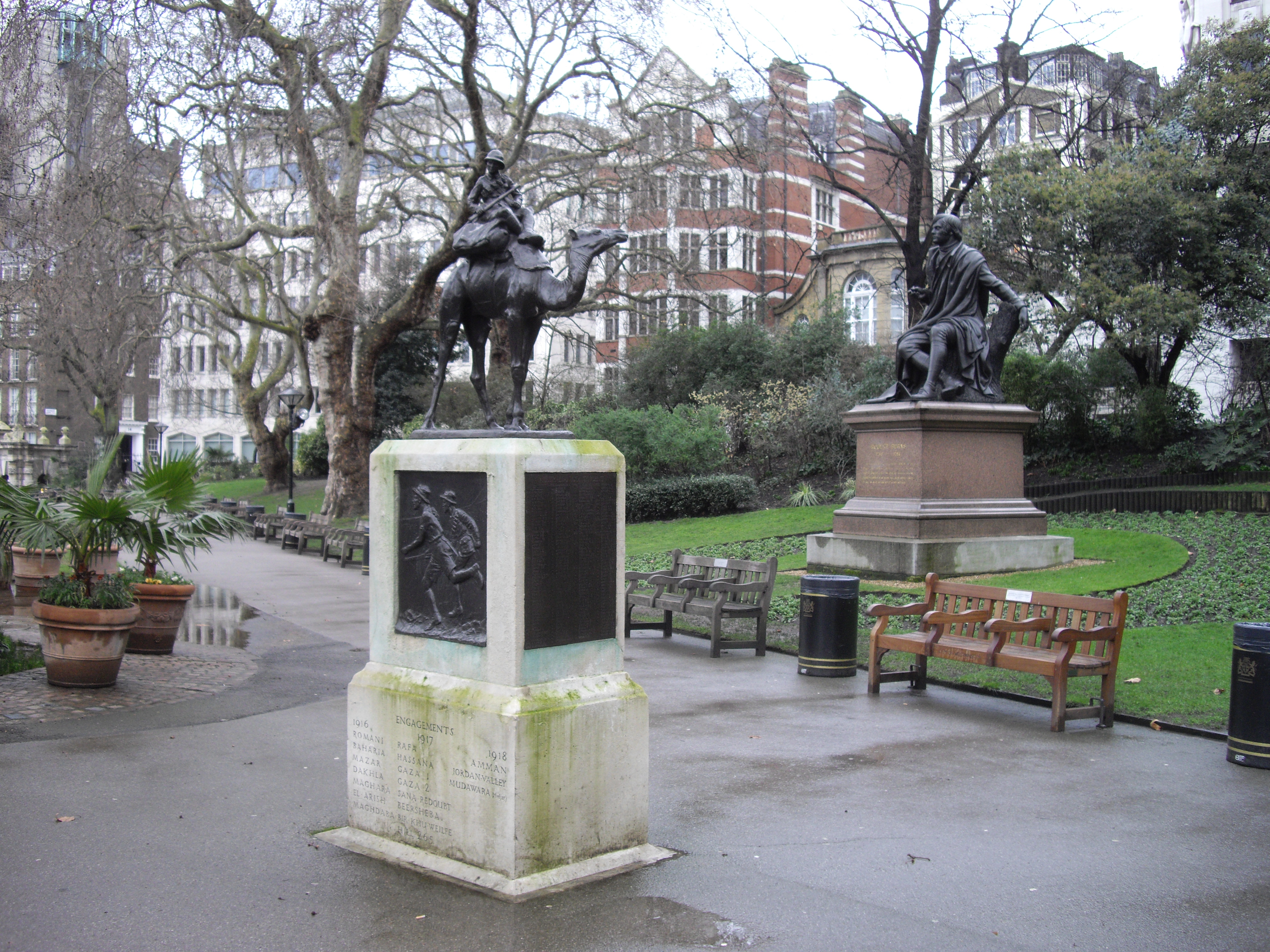
Imperial Camel Corps Memorial in London

Mehr als zwei Dienstjahre kosteten das Imperial Camel Corps 240 Tote: 106 Briten, 84 Australier, 41 Neuseeländer und neun Männer aus Indien. Ein Denkmal für das Imperial Camel Corps wurde am 22. Juli 1921 am Thames Embankment in London enthüllt. Auf der einen Seite sind die Namen aller im Krieg gefallenen Mitglieder des Korps eingraviert, auf der Vorderseite die Widmung:

“To the Glorious and Immortal Memory of the Officers, N.C.O.s and Men of the Imperial Camel Corps – British, Australian, New Zealand, Indian – who fell in action or died of wounds and disease in Egypt, Sinai, and Palestine, 1916, 1917, 1918.”

„Zum glorreichen und unsterblichen Andenken an die Offiziere, Unteroffiziere und Männer des Imperial Camel Corps – Briten, Australier, Neuseeland, Inder –, die 1916, 1917, 1918 in Ägypten, Sinai und Palästina im Einsatz fielen oder an Wunden und Krankheiten starben.“